# Панґасінанська мова
Панґасінанська мова (самоназва: salitan Pangasinan, а носії сусідніх мов називають її (презирливо) Panggalatok) належить до малайсько-полінезійської гілки австронезійської мовної сім'ї. Носіями панґасінанської мови є понад 2 млн панґасінанців, які проживають у провінції Панґасінан (захід о. Лусон), де вона є основною повсякденною і офіційною мовою, і в інших панґасінанських громадах Філіппін. Мова також використовується панґасінанськими іммігрантами в США. По морфології панґасінанська мова є аглютінативною.
Слово Pangasinan означає «земля солі» або «місце, де виробляють сіль»; воно походить від кореня asin (сіль) панґасінанської мови.

## Статус
Незважаючи на поширення англійської та іспанської мов, панґасінанська література розвивалася багато століть і процвітала навіть в період панування американців на Філіппінах.
Проте в наш час[коли?] мова занепадає. Багато панґасінанців володіють також англійською і тагальською мовами, нерідко також ілокано (сусідньою мовою).

## Граматика

### Писемність
У середні віки для панґасінанської мови використовувалася власна писемність, споріднена письму байбаїн. Латинська абетка була введена під час іспанського колоніального правління.
У колоніальний період панґасінанська література спочатку користувалася обома алфавітами, поступово байбайїн вийшов з ужитку.
Сучасний пангасінанскій алфавіт складається з 27 букв, з яких 26 — латинські, плюс додаткова панґасінанська буква для звуку NG:
| Великі букви    |   |   |   |   |   |   |   |   |   |   |   |   |   |    |   |   |   |   |   |   |   |   |   |   |   |   |
| A               | B | C | D | E | F | G | H | I | J | K | L | M | N | NG | O | P | Q | R | S | T | U | V | W | X | Y | Z |
| Маленькі літери |   |   |   |   |   |   |   |   |   |   |   |   |   |    |   |   |   |   |   |   |   |   |   |   |   |   |
| a               | b | c | d | e | f | g | h | i | j | k | l | m | n | ng | o | p | q | r | s | t | u | v | w | x | y | z |

### Фонологія
Традиційно панґасінанська мова нараховує 15 приголосних: p, t, k, b, d, g, m, n, ng, s, h, w, l, r і y. Є 5 голосних: a, e, i, o, і u. Панґасінанська — одна з тих філіппінських мов, де відсутній алофон [ɾ]-[d]. Сучасна панґасінанська мова запозичила з іспанської наступні 7 приголосних: c, f, j, q, v, x, і z.

### Синтаксис
Як і в інших малайсько-полінезійських мовах, порядок слів у панґасінанській — VSO.

### Займенники

#### Особові
| Абсолютив незалежний                    | Абсолютив енклітика | Ергатив     | Непрямий відмінок |             |
| --------------------------------------- | ------------------- | ----------- | ----------------- | ----------- |
| 1-ша особа однини                       | siák                | ak          | -k (o )           | ed siak     |
| 1-ша особа дв.ч.                        | Sikatá              | ita, ta     | -ta               | ed sikata   |
| 2-га особа однини                       | siká                | ka          | -m (o)            | ed sika     |
| 3-тя особа однини                       | sikató              | -,-a        | to                | ed sikato   |
| 1-ша особа множини інклюзив (з тобою)   | sikatayó            | itayo, tayo | -tayo             | ed sikatayo |
| 1-ша особа множини ексклюзив (без тебе) | sikamí              | kamí        | mi                | ed sikami   |
| 2-га особа множини                      | sikayó              | kayó        | yo                | ed sikayo   |
| 3-тя особа множини                      | Sikara              | ira, ra     | da                | ed sikara   |

### Числівники
Перелік числівників на трьох філіппінських мовах: тагальській, ілокано і панґасінанській.
| Числівник | Тагальська | Ілокано   | Панґасінанська   |
| --------- | ---------- | --------- | ---------------- |
| 1         | isa        | maysa     | sakey, isa       |
| 2         | dalawa     | dua       | duara, dua       |
| 3         | tatlo      | tallo     | talora, talo     |
| 4         | apat       | uppat     | apatira, apat    |
| 5         | lima       | lima      | limara, lima     |
| 6         | anim       | innem     | anemira, anem    |
| 7         | pito       | pito      | pitora, pito     |
| 8         | walo       | walo      | walora, walo     |
| 9         | siyam      | siam      | siamira, siam    |
| 10        | sampu      | sangapulo | sanplora, sanplo |

Кількісні числівники:
| Панґасінанський                                       | Український         |
| ----------------------------------------------------- | ------------------- |
| isa, sakey, san-                                      | один                |
| dua, dua'ra (dua ira)                                 | два                 |
| talo-tlo, talo'ra (talo ira)                          | три                 |
| apat,-pat, apatira (apat ira)                         | чотири              |
| lima, lima'ra (lima ira)                              | п'ять               |
| anem,-nem, anemira (anem ira)                         | шість               |
| pito, pito 'ra (pito ira)                             | сім                 |
| walo, walo'ra (walo ira)                              | вісім               |
| siam, siamira (siam ira)                              | дев'ять             |
| polo, sanplo (isa'n polo), sanplo'ra (isa'n polo ira) | десять              |
| lasus, sanlasus (isa'n lasus)                         | сотні, сто          |
| libo, sanlibo (isa'n libo)                            | тисячі, одна тисяча |
| laksa, sanlaksa (isa'n laksa), sakey a laksa          | десять тисяч        |

Порядкові числівники утворюються за допомогою префікса KUMA-(KA-plus infix-UM). Приклад: kumadua, другий.
Асоціативні числівники утворюються за допомогою префікса KA-. Приклад: katlo, третій в групі з трьох.
Дроби утворюються префіксом KA- і асоціативним числівником. Приклад: kakatlo, третя частина.
Розмножувальні порядкові числівники утворюються додаванням префікса PI- до кількісного числівника від 2 до 4, або PIN-для інших числівників, крім 1, від якого утворення відбувається суплетивно. Приклад: kasia, вперше; pidua, вдруге; pinlima, п'ятий раз.
Розмножувальні кількісні числівники утворюються додаванням префікса MAN-(MAMI- або MAMIN- для теперішнього або майбутнього часу, і AMI- або AMIN- для минулого часу) до відповідного розмножувальної порядковому числівника. Приклад: aminsan, один раз; amidua, двічі; mamitlo, тричі.
Дистрибутивні кількісні числівники утворюються за допомогою префіксів SAN-, TAG- або TUNGGAL та кількісного числівника. Приклад: sansakey, кожен (один); sanderua, кожен з двох.
Дистрибутивні розмножувальні числівники утворюються за допомогою префіксів MAGSI-, TUNGGAL або BALANGSAKEY і розмножувального кількісного числівника. Приклад: tunggal pamidua, «обидва по два»; magsi-pamidua, «обидва по два».

## Лексика

### Запозичення
Більшість запозичень — з іспанської мови з часів іспанського колоніального панування, яке тривало на Філіппінах більше 300 років.
Приклади:lugar (місце), poder (влада, піклування), kontra (проти), berde (від verde, зелений), espiritu (дух), santo (святий).

### Список Сводешапанґасінанською мовою
1. я — siak, ak
2. ти — sika, ka
3. він — sikato (he / she), to
4. ми — sikami, kami, mi, sikatayo, tayo, sikata, ta
5. ви — sikayo, kayo, yo
6. вони — sikara, ra
7. це — aya
8. то — aman, atan
9. тут — dia
10. там — diman, ditan
11. хто — siopa, opa, si
12. що — anto, a
13. де — iner
14. коли — kapigan, pigan
15. як — pano, panon
16. не — ag, andi, aleg, aliwa
17. все — amin
18. багато — amayamay, dakel
19. кілька — pigara
20. мало — daiset
21. іншого — arom
22. один — isa, sakey
23. два — dua, duara
24. три — talo, talora
25. чотири — apat, apatira
26. п'ять — lima, limara
27. великий — baleg
28. довгий — andokey
29. широкий — maawang, malapar
30. товстий — makapal
31. важкий — ambelat
32. маленький — melag, melanting, tingot, daiset
33. короткий — melag, melanting, tingot, antikey, kulang, abeba
34. вузький — mainget
35. тонкий — mabeng, maimpis
36. жінка — bii
37. чоловік — laki, bolog
38. людина — too
39. дитина — ogaw, anak
40. дружина — asawa, kaamong, akolaw
41. чоловік — asawa, kaamong, masiken
42. мати — ina
43. батько — ama
44. тварина — ayep
45. риба — sira
46. птах — manok, siwsiw, billit
47. собака — aso
48. воша — kuto
49. змія — oleg
50. хробак — biges, alumbayar
51. дерево — kiew, tanem
52. ліс — kakiewan, katakelan
53. палиця — bislak, sanga
54. фрукт — bunga
55. насіння — bokel
56. лист — bulong
57. корінь — lamot
58. лаять — obak
59. квітка — bulaklak
60. трава — dika
61. мотузка — singer, lubir
62. шкіра — baog, katat
63. м'ясо — laman
64. кров — dala
65. кістка — pokel
66. жир — mataba, taba
67. яйце — iknol
68. ріг — saklor
69. хвіст — ikol
70. перо — bago
71. волосся — buek
72. голова — ulo
73. вухо — layag
74. очей — mata
75. ніс — eleng
76. рот — sangi
77. зуб — ngipen
78. мова — dila
79. ніготь (на руці) — kuko
80. ступня — sali
81. нога — bikking
82. коліно — pueg
83. рука (кисть) — lima
84. крило — payak
85. живіт — eges
86. потрухи — pait
87. шия — beklew
88. спина — beneg
89. груди — pagew, suso
90. серце — puso
91. печінка — altey
92. пити — inom
93. є — mangan, akan, kamot
94. кусати — ketket
95. смоктати — supsup, suso
96. плювати — lutda
97. рвати (нудити) — uta
98. дути — sibok
99. дихати — engas, ingas, dongap, linawa
100. сміятися — elek
101. бачити — nengneng
102. чути — dengel
103. знати — amta, kabat
104. думати — isip, nonot
105. пахнути — angob, amoy
106. боятися — takot
107. спати — ogip
108. жити — bilay
109. померти — onpatey, patey
110. вбити — manpatey, patey
111. боротися — laban, kolkol, bakal
112. полювати — managnop, anop, manpana, pana, manpaltog, paltog
113. бити — tira, nakna, pekpek
114. різати — tegteg, sugat
115. розщепити — pisag, puter
116. зарізати — saksak, doyok
117. шкребти — gugo, gorgor
118. копати — kotkot
119. плавати — langoy
120. летіти — tekyab
121. ходити — akar
122. приходити — gala, gali, onsabi, sabi
123. лежати — dokol
124. сидіти — yorong
125. стояти — alagey
126. повернутися — liko, telek
127. падати — pelag
128. дати — iter, itdan
129. тримати — benben
130. стиснути — pespes
131. терти — kuskos, gorgor
132. мити — oras
133. витерти — punas
134. тягнути — goyor
135. штовхати — tolak
136. кинути — topak
137. зв'язати — singer
138. пришити — dait
139. вважати — bilang
140. сказати — ibaga
141. співати — togtog
142. грати — galaw
143. плавати — letaw
144. текти — agos
145. замерзнути — kigtel
146. пухнути — larag
147. сонце — agew, banua, ugto (noon)
148. місяць — bulan
149. зірка — bitewen
150. вода — danum
151. дощ — uran
152. річка — ilog, kalayan
153. озеро — ilog, look
154. море — dayat
155. сіль — asin
156. камінь — bato
157. пісок — buer
158. пил — dabok
159. земля — dalin
160. хмара — lorem
161. туман — kelpa
162. небо — tawen
163. вітер — dagem
164. сніг — linew
165. лід — pakigtel
166. дим — asiwek, asewek
167. вогонь — apoy, pool, dalang, sinit
168. попіл — dapol
169. горіти — pool
170. дорога — dalan, basbas
171. гора — palandey
172. червоний — ambalanga
173. зелений — ampasiseng, pasiseng, maeta, eta
174. жовтий — duyaw
175. білий — amputi, puti
176. чорний — andeket, deket
177. ніч — labi
178. день — agew
179. рік — taon
180. теплий — ampetang, petang
181. холодний — ambetel, betel
182. повний — naksel, napno
183. новий — balo
184. старий — daan
185. хороший — duga, maong, abig
186. поганий — aliwa, mauges
187. гнилий — abolok, bolok
188. брудний — maringot, dingot, marutak, dutak
189. прямій — maptek, petek
190. круглий — malimpek, limpek
191. гострий — matdem, tarem
192. тупий — mangmang, epel
193. гладкий — patad
194. вологий — ambasa, basa
195. сухий — amaga, maga
196. правильний — duga, tua
197. близько — asinger, abay
198. далеко — arawi, biek (other side)
199. правий — kawanan
200. лівий — kawigi
201. у, на — ed
202. в — ed
203. з — iba
204. і — tan
205. якщо — no
206. оскільки — ta, lapu ed
207. ім'я — ngaran
208. ніхто — angapo
209. (там) є, є — wala
210. що — anto